# 芬宁根 (西南普法尔茨县)
芬宁根是德国莱茵兰-普法尔茨州西南普法尔茨县的一个市镇。总面积12.65平方公里，总人口1667人，其中男性825人，女性842人（2011年12月31日），人口密度132人/平方公里。